# 대한민국 헌법 제94조
대한민국 헌법 제94조는 대한민국 헌법의 조항이다.

## 조항
행정각부의 장관은 국무위원 중에서 국무총리의 제청으로 대통령이 임명한다.